# Grais stigmaticus
Grais stigmaticus är en fjärilsart som beskrevs av Paul Mabille 1883. Grais stigmaticus ingår i släktet Grais och familjen tjockhuvuden. Inga underarter finns listade i Catalogue of Life.